# Equisetum hybridum
Equisetum hybridum är en fräkenväxtart som beskrevs av Rupert Huter. Equisetum hybridum ingår i släktet fräknar, och familjen fräkenväxter. Inga underarter finns listade i Catalogue of Life.